# هانس تریندل
هانس تریندل (انگلیسی: Hannes Trinkl؛ زادهٔ ۱ فوریهٔ ۱۹۶۸)  از برندگان مدال‌های بازی‌های المپیک زمستانی اسکی‌باز آلپاین اهل اتریش است.